# Фліден
Фліден (нім. Flieden) — сільська громада в Німеччині, знаходиться в землі Гессен. Підпорядковується адміністративному округу Кассель. Входить до складу району Фульда.
Площа — 49,65 км2. Населення становить 8582 ос. (станом на 31 грудня 2020).